# Кашмірська Вікіпедія
Кашмірська Вікіпедія (кашм. وِکیٖپیٖڈیا) — розділ Вікіпедії кашмірською мовою. Створена у 2003 році. Кашмірська Вікіпедія станом на 28 березня 2025 року містить 6601 статтю, 12 217 зареєстрованих користувачів, 31 активного дописувача, 2 адміністраторів
. Загальна кількість сторінок в кашмірській Вікіпедії — 16 835, редагувань — 105 778, завантажених файлів — 33
. Глибина (рівень розвитку мовного розділу) кашмірської Вікіпедії мала і становить 15.1 пунктів
.

## Історія
- Червень 2015 — створена 200-та стаття[3].

## Статистика
Відвідуваність головної сторінки кашмірської Вікіпедії за останні три місяці: